# Сулейман Діавара
Сулейма́н Діавара́ (фр. Souleymane Diawara, нар. 24 грудня 1978, Дакар) — сенегальський футболіст, який грав на позиції захисника.
Насамперед відомий виступами за клуби «Сошо», «Бордо» та «Марсель», а також національну збірну Сенегалу.

## Клубна кар'єра
Народився у столиці Сенегалу — Дакарі, проте в юному віці переїхав з батьками до Франції. У дорослому футболі дебютував 1998 року виступами за «Гавр». 2000 року команда вилетіла з Ліги 1, проте Сулейман продовжив виступати в команді і допоміг клубу через два сезони повернутись до еліти. Всього провів за «Гавр» п'ять сезонів, взявши участь у 104 матчах чемпіонату.
Своєю грою привернув увагу представників тренерського штабу «Сошо», до складу якого приєднався влітку 2003 року і в першому ж сезоні допоміг команді виграти Кубок французької ліги. Всього відіграв за команду з Сошо наступні три сезони своєї ігрової кар'єри. Більшість часу, проведеного у складі «Сошо», був основним гравцем захисту команди.
Протягом сезону 2006–07 років захищав кольори англійського клубу «Чарльтон Атлетик», проте за підсумками сезону команда покинула Прем'єр-лігу і Діавара повернувся у Францію.
Влітку 2007 року уклав контракт з «Бордо», у складі якого провів наступні два роки своєї кар'єри гравця. Граючи у складі «Бордо» також здебільшого виходив на поле в основному складі команди. За цей час виборов титул володаря Суперкубка Франції, Кубка французької ліги, а також став чемпіоном Франції.
До складу клубу «Марсель» приєднався влітку 2009 року за 6 млн. євро. Наразі встиг відіграти за команду з Марселя 83 матчі в національному чемпіонаті. За цей час додав до переліку своїх трофеїв ще один титул володаря Суперкубка Франції, двічі виграв Кубок французької ліги, а також знову став чемпіоном Франції.
У 2014 перейшов до клубу «Ніцца», в якому наступного року завершив кар'єру.

## Виступи за збірну
2002 року дебютував в офіційних матчах у складі національної збірної Сенегалу. 
У складі збірної був учасником чотирьох Кубків африканських націй — 2004, 2006, 2008 у Габоні та 2012 років.
Загалом провів у формі головної команди країни 48 матчів.

## Титули і досягнення
- Володар Кубка французької ліги (5):

«Сошо»: 2003-04
«Бордо»: 2008-09
«Марсель»: 2009-10, 2010-11, 2011-12
- Володар Суперкубка Франції (3):

«Бордо»: 2008
«Марсель»: 2010, 2011
- Чемпіон Франції (2):

«Бордо»: 2008-09
«Марсель»: 2009-10